# Ludvig Heiberg
Ludvig Heiberg (født 12. september 1760, død 21. september 1818) var en dansk rektor.
Ludvig Heiberg var bror til forfatteren Peter Andreas Heiberg, blev født i Vordingborg og gik i latinskolen sammesteds, hvorfra han dimitteredes 1777. Næste år tog han filosofisk, 1783 filologisk eksamen og 1785 magistergraden i filologi. 1786 blev han konrektor ved Ribe Katedralskole, 1797 rektor ved Katedralskolen i Odense, hvor han virkede til sin død; siden 1810 var han titulær professor. I 1816 blev han optaget i Det kongelige danske Selskab for Fædrelandets Historie.
Han har skrevet en betydelig mængde mindre afhandlinger, som for største delen findes spredte omkring i tidsskrifter og skoleprogrammer. En del af dem drejer sig om skolespørgsmål som forholdet mellem skolen og hjemmet, skoletugten og skolens reform. I andre behandler han dansk leksikografi, især i tilknytning til Benjamin Georg Sporons bekendte værk om Enstydige danske Ords Bemærkelse, hvoraf han leverede en ny udgave med en levnedsbeskrivelse af Sporon og enkelte tillæg (1807); i anledning heraf blev han opfordret til og påtog sig også at arbejde med på Videnskabernes Selskabs Ordbog, men nåede næsten ikke at få udrettet noget.
Af arbejder i den klassiske filologi har han kun leveret nogle mindre bidrag til den græske leksikografi (i et program fra Odense 1815) og desuden danske oversættelser af en del skrifter af Lukian; disse har vel adskillige vellykkede steder, men i det hele taget er deres danske sprogform dog ikke meget tiltalende og blev også genstand for kritik på hans egen tid.
Han ægtede 4. maj 1790 Francisca Mathilde Hansen (født i København 11. februar 1770, død i Odense 15. april 1836), datter af kancelliråd, brygger og rådmand Jens Hansen.